# Boris Aljinovic
Boris Aljinovic (ur. 23 czerwca 1967 w Berlinie) – niemiecki aktor teatralny, filmowy i telewizyjny.

## Życiorys
Urodził się w dzielnicy Berlina Charlottenburg. Jego matka jest Niemką, ojciec Chorwatem. Po ukończeniu szkoły rozpoczął naukę w studium języków obcych, grał także w teatrze, ukończył szkołę aktorską Ernsta Buscha. Następnie rozpoczął pracę w teatrze w Chociebużu - Theater der Stadt Cottbus.
Od 1995 należy do zespołu artystycznego Teatru Renesans w Berlinie (Renaissance-Theater). Przełomem w jego karierze była rola Hitlera w sztuce Jeszcze Polska nie zginęła (Noch ist Polen nicht verloren).
Od połowy lat dziewięćdziesiątych występuje w produkcjach kinowych i telewizyjnych. Debiutem filmowym był epizod w produkcji Hala Hartleya Flirt. Szerszej publiczności jest znany głównie jako Cloudy, w polskiej wersji językowej - Dołek z filmu o 7 krasnoludków – historia prawdziwa. Poza tym od 2001 gra, obok Dominica Raacke, głównego komisarza policji kryminalnej - Felixa Starka w berlińskim serialu ARD Tatort.
Poza aktorstwem jego pasją jest rysowanie komiksów.
Boris Aljinovic jest od 1998 związany z aktorką Antje Westermann. Poznali się na planie filmu Der Strand von Trouville (występowali także razem w jednym z odcinków serialu Tatort - pt. Der vierte Mann). Para mieszka w Berlinie wraz z synem Anatolem.

## Filmografia

### Filmy fabularne
- 2001: Nigdy nie całuj nieznajomej (Fremde Frauen küsst man nicht) jako Holger
- 2002: Sophiiiie! jako mężczyzna z dzieckiem
- 2003: Hamlet_X jako Rosencrants
- 2004: 7 krasnoludków – historia prawdziwa (7 Zwerge) jako Cloudy
- 2005: Kometen jako Jakob Leitner
- 2005: Pieśń miłosna (Georgisches Liebeslied)
- 2006: 7 krasnoludków: Las to za mało – historia jeszcze prawdziwsza (7 Zwerge – Der Wald ist nicht genug) jako Cloudy
- 2006: Esperanza jako Smutje
- 2009: Roszpunka jako ojciec Roszpunki

### Seriale TV
- 2000: Klinikum Berlin Mitte - Leben in Bereitschaft jako dr Karim Busch
- 2001–2014: Tatort jako Felix Stark
- 2016: Heldt jako Andreas Dorn
- 2018: Kobra – oddział specjalny - odc. „Poszukiwana” (Most wanted) jako Gabor Almasi